# Bladman

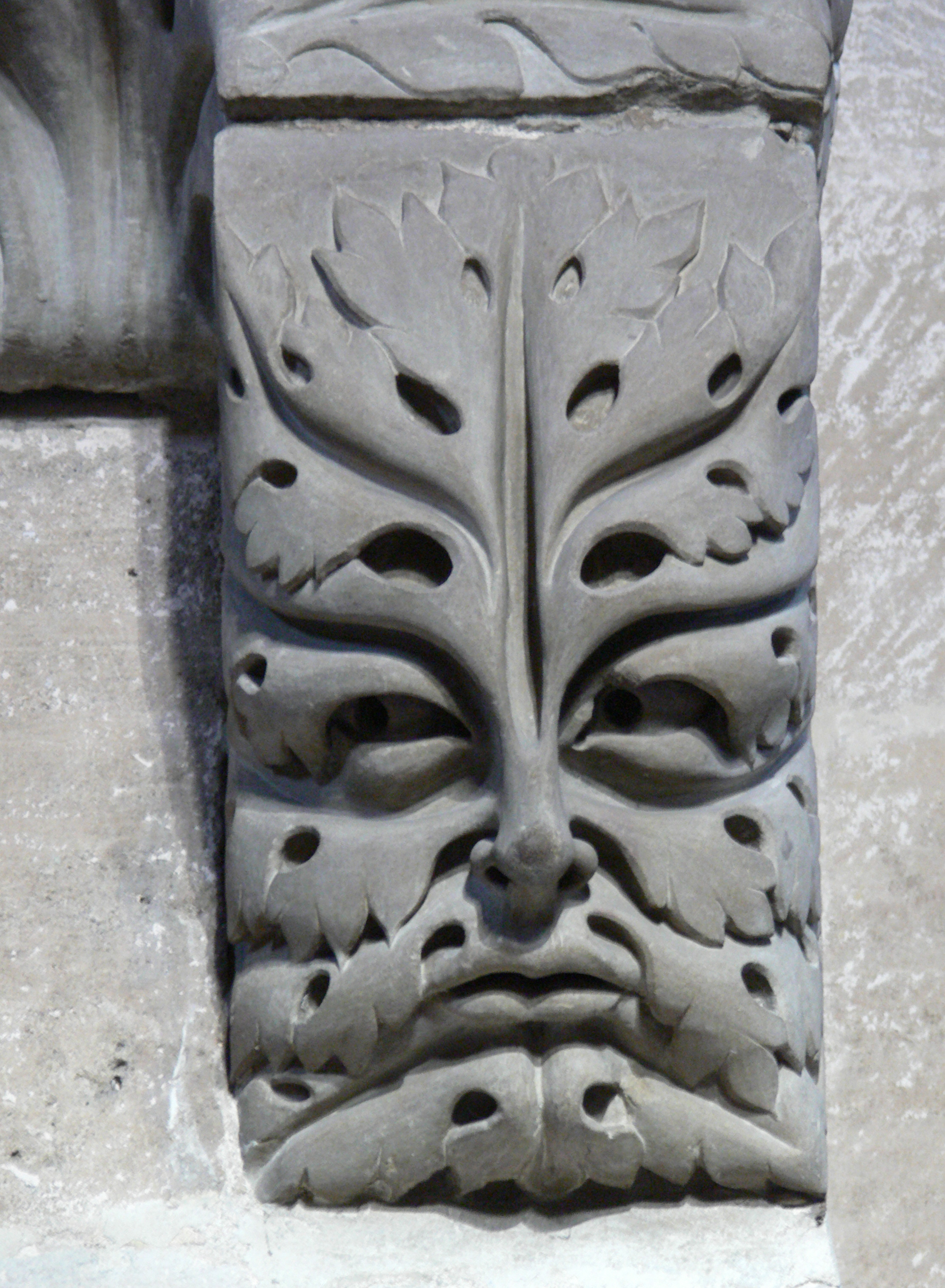
Bladman i Bambergs domkyrka.

Bladman är en skulptur eller relief av ett ansikte, omgivet av eller komponerat av växtblad. Ingen vet säkert meningen med bladmannen, men när man ser skulpturerna förstår man att han har haft en stor betydelse. En kyrka kan ha flera bladmän. De är troligen en rest från förkristen tid och de förekommer i romersk och keltisk konst.
I Storbritannien "firades" "the green man" den 1 februari. Vid ritualer ersatte han "Jack Frost" (vintermannen). I en kamp vann the green man alltid över Jack Frost. I Storbritannien betecknas det som vårens ankomst då vårblommorna står i knopp. Hans tid varade till den 1 maj. Han ersattes med särskilda ritualer av majdrottningen. Ritualer med mycket eld. Han beskrives som en del av mycket gamla keltiska ritualer och tro.
Ett par bladkvinnor har påträffats. En i kyrka på Gotland och i kyrka i Bergen . Vid närmare påseende har flera bladmän attribut som inte är härledda. 
Enligt Harding finns det olika huvudtyper av bladman:
1. Foliathuvud där ansiktet blir till löv (Tyskland Bamberg, Paris Notre Dame, Varnhem)
2. Spottande eller utstötande huvud där löv eller stjälkar kommer ur munnen (Skara länsmuseum (dopfunt), Linköpings domkyrka (slutsten), Gudhems museum, Beverley Minster). I något fall tungan ut med stjälkar ur öron. I Ölme socken utanför Kristinehamn har två olika treflikiga spännen  med bladmän (spottande växter) påträffats. Sahlin daterar dessa till 900 tal (eventuellt 800 tal).
3. Blodsugarhuvud (bloodsucker) där stjälkar och löv kommer ur ögon och öron liksom munnen (Linköpings domkyrka (slutsten), Varnhem 1)
4. Vanligt huvud (Jack in the Green) i bladverk (Uppsala domkyrka (kapitäl i kor), Linköpings domkyrka (predikstol 3 st), Varnhem 2, Norwich, Lunds domkyrka, Skara domkyrka1). Se nedan Kilpeck church.
5. Vanligt huvud i bladverk. Hornförsedd. Gökhem (överstycke till absidfönster)[3]. Enligt Harding (2008) skall bladmannen skydda mot "elaka andar".
6. I flera fall finns blandningar av de fyra typerna (Canterbury boss)
7. Burlesk variant (Varnhem)

Det finns ingen känd fullständig sammanställning på bladmän i Sverige. Antalet växer med nya källor som tillkommer, och besök på olika platser. Bladman påträffas i andra miljöer man tidigare inte sökt som kapell i kyrkor. Det gäller även våra domkyrkor och klosterkyrkor. I Sverige har man snävare definition på bladman än exempelvis Storbritannien.
Statens Historiska Museum har över 1000 dopfuntar från 1100- och 1200-talet i sitt register. Några har bladman på dopfuntens centrala del, omgiven av rankor.
"Ett gemensamt tema för alla huvudtyperna är kommunionen (communion) eller fusionen mellan människan och den vegetabila världen. Kanske bättre än någon annan bild illustrerar principen död, övergång, återuppståndelse och återfödande" . I Storbritannien användes beteckningen Green Man i stället för Bladman.
Bladman kan även påträffas som utsmyckningen på nyare fastigheter i olika länder.
Fibula från Lister och Mandal Amt i Norge av silver har bladman avbildad. Bevis på att bladmannen är en förkristen företeelse .

## Dopfuntar med bladman (exempel)
Dopfunten som ursprungligen fanns i Friggeråkers kyrka (idag i Skara museum) har en bladman typ 2 (blad växande ur munnen).
Dopfunten i Utvängstorps kyrka har en bladman typ 2 (blad växande ur munnen) på dess framsida.
Dopfunten i Bro kyrka, Uppland  har 8 medaljonger med en "grotesk figur" vid varje medaljong (alla går inte att se på bild). Minst en är upp och ner. Medaljongen "växer" ur munnen på groteska figurer. Se typ 2 ovan. Två andra djur "biter" i medaljonger utförande "interplay" mellan symboler .
Dopfunten i Bro utgör att annat intressant tema på bladmannen. Det finns flera objekt med serier av huvuden länkade tillsammans som foliata stjälkar, bildande en bakgrund, eller omfattande och sammanbindande med andra objekt (interplay). 
Finns också bland annat på följande kända objekt
- Fontain Abbey, Storbritannien
- Delhi, Indien
- Notre Dame, Paris
- Kathmandu, Nepal
- samt en mycket lång lista, särskilt i Storbritannien